# Earlston, Scottish Borders
Earlston är en ort i Storbritannien.   Den ligger i kommunen Scottish Borders och riksdelen Skottland, i den centrala delen av landet, 500 km norr om huvudstaden London. Earlston ligger 108 meter över havet och antalet invånare är 1 728.
Terrängen runt Earlston är platt åt nordost, men åt sydväst är den kuperad. Earlston ligger nere i en dal. Runt Earlston är det ganska glesbefolkat, med 42 invånare per kvadratkilometer. Närmaste större samhälle är Galashiels, 8,7 km väster om Earlston. Trakten runt Earlston består i huvudsak av gräsmarker.